# کانپانی ماتسو
کانپانی ماتسو (انگلیسی: Company Matsuo؛ زادهٔ ۲۹ ژوئن ۱۹۶۶) کارگردان فیلم اهل ژاپن است.